# Оборонне виробництво

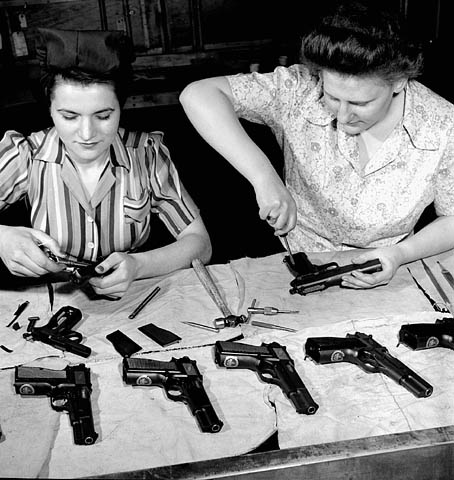
Робітники збирають пістолети Browning-Inglis Hi-Power на заводі John Inglis munitions plant, Канада, квітень 1944

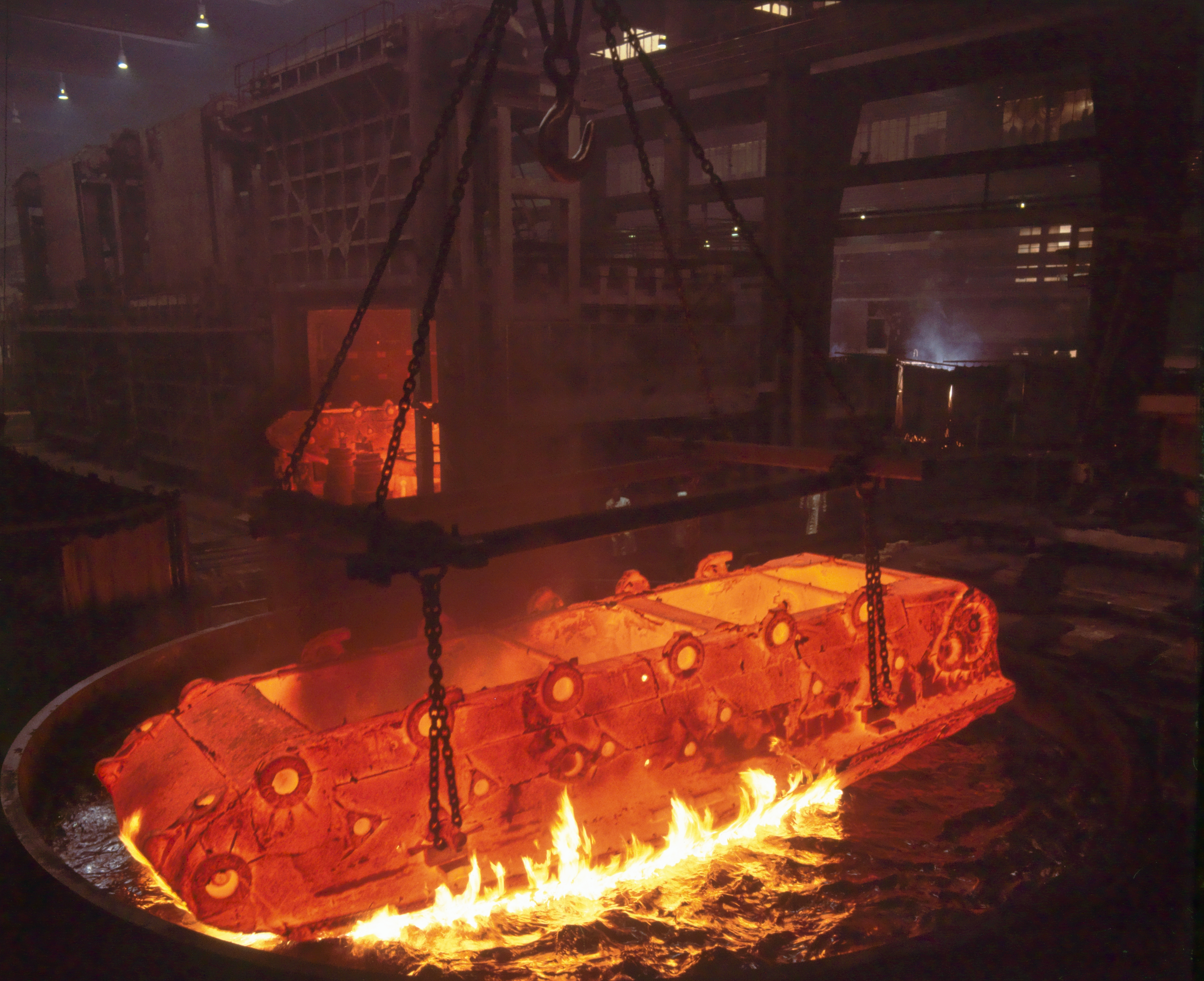
Виробництво танку 1977 р.

Оборонне виробництво — галузь виробництва (промисловості) держави, яка є сукупністю науково-дослідних, випробувальних установ, організацій й виробних підприємств, які виконують розробку, випробування, виробництво й утилізацію озброєння, військової й спеціальної техніки й іншого майна для збройних сил (силових структур) держави.
Є основою військової економіки держави, може також називатися оборонною промисловістю.
Окремі автори звужують поняття оборонне виробництво показуючи його найважливішою, але не єдиною складовою оборонно-промислового комплексу.

## Склад
- розробка озброєння й військової техніки (НДДКР);
- виробництво озброєння й військової техніки (одиничних зразків й масово після прийняття на оснащення);
- випробування озброєння й військової техніки;
- поставка (продаж) озброєння й військової техніки;
- ремонт озброєння й військової техніки;
- обслуговування[en] озброєння й військової техніки;
- утилізація озброєння й військової техніки;

## Галузі
Галузі оборонного виробництва:
1. Виробництво ядерної зброї;
2. Ракетно-космічна промисловість;
3. Авіаційна промисловість;
4. Військове суднобудування;
5. Бронетанкова промисловість;
6. Виробництво стрілецького озброєння та боєприпасів;
7. Виробництво артилерійського озброєння;

## Об'єкти оборонного виробництва
Об'єктами оборонного виробництва є:
1. Всі підприємства, які виробляють системи й елементи озброєння, вибухові й отруйні речовини, розщеплювані й радіоактивні матеріали, ракетні носії, космічні й літальні апарати, військове спорядження, підприємства й об'єкти, які забезпечують обслуговування, запуск та супровід космічних апаратів, які здійснюють науково-дослідні й дослідно-конструкторські роботи в зазначених галузях — незалежно від обсягів військових замовлень;
2. Захищені робочі приміщення запасних пунктів управління всіх органів державної влади, а також об'єкти зв'язку й інженерної інфраструктури, які призначені для використання в особливий період.

## За країнами

### СРСР
В оборонній промисловості СРСР на 1991 рік було близько 1 100 установ й підприємств (НДІ, заводів, фабрик) з кількістю працюючих на них більше за 9 000 000 осіб.

### Росія
В оборонному виробництві Росії зайнято близько 2 500 000 — 3 000 000 осіб.

## Найбільші у світі експортери зброї
Нижче наведені оцінки зі Стокгольмського міжнародного інституту досліджень проблем миру.
| Місце у 2012-2016 р. | Постачальник    | Експорт зброї |
| -------------------- | --------------- | ------------- |
| 1                    | США             | 47,169        |
| 2                    | Росія           | 33,186        |
| 3                    | КНР             | 8,768         |
| 4                    | Франція         | 8,561         |
| 5                    | Німеччина       | 7,912         |
| 6                    | Велика Британія | 6,586         |
| 7                    | Іспанія         | 3,958         |
| 8                    | Італія          | 3,823         |
| 9                    | Україна         | 3,677         |
| 10                   | Ізраїль         | 3,233         |

## Найбільші у світі імпортери зброї
Нижче наведені оцінки зі Стокгольмського міжнародного інституту досліджень проблем миру.
| Місце у 2012-2016 р. | Одержувач         | Імпорт зброї |
| -------------------- | ----------------- | ------------ |
| 1                    | Індія             | 18,239       |
| 2                    | Саудівська Аравія | 11,689       |
| 3                    | ОАЕ               | 6,593        |
| 4                    | КНР               | 6,381        |
| 5                    | Алжир             | 5,312        |
| 6                    | Туреччина         | 4,721        |
| 7                    | Австралія         | 4,636        |
| 8                    | Ірак              | 4,598        |
| 9                    | Пакистан          | 4,494        |
| 10                   | В'єтнам           | 4,273        |